# Phương Thanh
Bùi Thị Phương Thanh, thường được biết đến với nghệ danh Phương Thanh (sinh ngày 27 tháng 4 năm 1973), là một nữ ca sĩ kiêm diễn viên người Việt Nam. Với dòng nhạc pop-rock sở trường và chất giọng khàn lạ, cô từng giành được một đề cử giải Cống hiến. Bên cạnh sự nghiệp âm nhạc, cô cũng tham gia diễn xuất trong một số tác phẩm điện ảnh.

## Tiểu sử

### Khởi đầu
Năm 1990, mang theo lời động viên và ước vọng của mẹ, Phương Thanh đăng ký tham gia hàng loạt cuộc thi ca hát tại địa phương và các nhà văn hóa khi vẫn đang theo học tại trường cấp 3 Lê Quý Đôn. Tuy vẫn trắng tay sau rất nhiều cuộc thi nhưng Phương Thanh với lối hát đặc biệt của mình đã được gọi vào Câu lạc bộ ca sĩ trẻ của Nhà văn hóa Thanh Niên Thành phố Hồ Chí Minh. Tại đây, Phương Thanh bắt đầu những bước trau dồi đầu tiên cho nghề hát của mình. Khoảng thời gian ngắn sau đó, Phương Thanh bắt đầu đi hát tại các buổi tiệc tùng và kiếm sống được bằng nghề nghiệp của mình.
Khoảng năm 1993-1994, với sự giúp đỡ của nhạc sĩ Bảo Phúc và nhạc sĩ - tay guitar bass nổi tiếng Lý Được, Phương Thanh được giới thiệu vào những vũ trường nổi tiếng trong thành phố như Phương Đông, Queen Bee,... để biểu diễn. Trong thời gian này, Phương Thanh cũng tham gia vào tam ca Sao Đêm cùng Nguyên Lộc và Quốc Hưng. Một thời gian sau, Phương Thanh được Minh Thuận giới thiệu vào hát cho Nhà hát Hòa Bình.
Nhưng cơ hội thật sự để cô được biết đến đó là ca khúc "Xa rồi mùa đông" của nhạc sĩ Nguyễn Nam. Thời điểm ấy, nhạc sĩ Nguyễn Nam đang là biên tập viên chương trình ca nhạc trên Đài Truyền hình Thành phố Hồ Chí Minh. Ông có ý định tìm một ca sĩ thể hiện ca khúc của ông. Trong một cuộc trò chuyện, nhạc sĩ Nguyễn Nam đã nhờ nhạc sĩ Mạnh Trinh tìm giúp "một con bé ca sĩ có thể hát tới nốt mí". Và Phương Thanh đã được lựa chọn.
Dấu ấn tiếp theo để ghi đậm tên tuổi của Phương Thanh vào lòng khán giả đó là ca khúc "Giã từ dĩ vãng" trong bộ phim cùng tên. Bằng giọng hát khàn buồn gần như bản năng, Phương Thanh chinh phục trái tim người nghe bằng chất thật trong giọng hát và cảm xúc của cô. Bộ phim thành công còn ca khúc cũng vượt qua khỏi khuôn khổ một ca khúc nhạc phim để trở thành một ca khúc được ưa chuộng trong suốt nhiều năm liền và đưa tên tuổi Phương Thanh vào hàng ngũ những ca sĩ được yêu thích nhất vào thời điểm rất tinh mơ của nhạc nhẹ hiện đại Việt Nam.

## Sự nghiệp

### 1997-2007
Năm 1997, cùng với sự xuất hiện và phát triển mạnh mẽ của thương hiệu Làn Sóng Xanh, một trong những bảng xếp hạng âm nhạc do Đài tiếng nói Nhân dân Thành phố Hồ Chí Minh thực hiện, nền âm nhạc Việt Nam chứng kiến sự lột xác hoàn toàn cùng sự xuất hiện của dàn sao Thanh Lam, Hồng Nhung, Mỹ Linh ở phía Bắc và Lam Trường, Phương Thanh ở phía Nam.
Suốt 10 năm, bảng xếp hạng Làn Sóng Xanh luôn có sự góp mặt của Phương Thanh cùng những ca khúc của mình. Đối với Phương Thanh đây là thời gian cô cảm thấy sung sức nhất. Cô tâm sự: "Tốp ca sĩ Làn sóng xanh đầu tiên như Thanh Lam, Hồng Nhung, Mỹ Linh, Lam Trường,... mỗi người một vẻ, mỗi người một dòng nhạc, không ai giống ai. Vì thế mà mỗi khi bước ra sân khấu, mỗi người cứ việc hát hết sức mình, còn chuyện ai hay hơn ai thì cứ việc dựa vào tiếng vỗ tay của khán giả là biết. Còn thời bây giờ, khi đã có tên tuổi vững vàng, có một lượng fan nhất định rồi, mỗi khi bước ra sân khấu, mình biết ngay là không khí sẽ như thế nào, không còn như lúc trước nữa".
Năm 2007, Phương Thanh phát hành album Sang mùa, với ca khúc chủ đề là một sáng tác của đạo diễn Nguyễn Quang Dũng, một trong những người bạn thân thiết của Phương Thanh. Đúng như tên của album, Phương Thanh đã lật cuộc đời mình sang trang mới, một mùa mới với hình ảnh và nét nhạc đằm thắm hơn, nữ tính hơn. Cô chia sẻ: "Hơn 10 năm đi hát, giọng hát của Phương Thanh gần như chuyên trị những ca khúc buồn. Hát ca khúc buồn riết rồi những giai điệu buồn đó cứ như ám vào đời mình. Đến thời điểm này thì tôi sợ quá rồi, phải Sang mùa thôi".

### Những năm gần đây
Phương Thanh giờ đây không những được biết đến như một ca sĩ thuộc hàng gạo cội mà còn là một diễn viên điện ảnh và một diễn viên cải lương. Cô đã tham gia vào những vai phụ trong các bộ phim điện ảnh Đẻ mướn, Khi đàn ông có bầu, Hồn Trương Ba, da hàng thịt, Nụ hôn thần chết, Đẹp từng centimet, Giải cứu thần chết, Hot boy nổi loạn... Đặc biệt với vai diễn thầy bói trong bộ phim Nụ hôn thần chết của đạo diễn Nguyễn Quang Dũng, Phương Thanh đã đoạt được giải thưởng Cánh diều vàng cho hạng mục diễn viên phụ xuất sắc. Với vai cô gái điếm trong bộ phim đề tài đồng tính Hot boy nổi loạn, Phương Thanh đã vinh dự nhận giải nữ diễn viên phụ xuất sắc tại Liên hoan phim Việt Nam 17.
Với nghệ thuật cải lương, Phương Thanh đã tham gia và hát cổ nhạc trong một số vở như Kim Vân Kiều, Chiếc áo thiên nga và Lan và Điệp.
Trong năm 2009 dù đã hứa với người hâm mộ sẽ phát hành nhiều album để bù đắp cho một năm 2008 vắng bóng trên thị trường băng đĩa nhưng Phương Thanh cũng chỉ kịp phát hành album "The best of Phương Thanh: Tình 2010". Trong năm 2011 cô đã phát hành các album "Mèo hoang"(rock), "Con ốc bươu" (âm hưởng dân ca).

## Đời tư
Phương Thanh là con thứ 6 trong gia đình có 7 anh chị em. Cha mẹ Phương Thanh đều là những nghệ sĩ hoạt động trong quân đội. 6 tuổi, Phương Thanh cùng gia đình chuyển vào sinh sống tại thành phố Hồ Chí Minh. Năm 13 tuổi, cha Phương Thanh qua đời, những ngày tiếp sau đó, gia đình cô đã phải sống cuộc sống cực khổ.
Năm 2005, Phương Thanh trở thành cái tên được nhắc tới ở nhiều tờ báo khi không chính thức lập gia đình nhưng lại có con. Con gái cô lấy họ mẹ, tên Bùi Hà Nghi Phương. Cô gọi cha của đứa bé là "người đàn ông trong bóng đêm", và tổ chức một chương trình ca nhạc mang tên này. Thông tin về người đàn ông ấy cho đến nay vẫn chưa được tiết lộ.

## Những điều ít biết về Phương Thanh
Nốt ruồi trên mép của Phương Thanh là giả, mỗi khi trang điểm Phương Thanh đều cố tình chấm nốt ruồi cho mình ở vị trí đó. Nguyên do là Phương Thanh rất thần tượng nữ ca sĩ Thanh Lan nên đã bắt chước theo.
Biệt danh Chanh xuất hiện là do nhầm lẫn của người nhập tên cô vào hộ khẩu khi viết nhầm T thành C. Tuy nhiên, lỗi này đã được chỉnh sửa ngay lúc đó nên sự thật là trên tất cả giấy tờ của cô đều ghi rõ tên thật là Bùi Thị Phương Thanh. Riêng Phương Thanh lại rất thích tên gọi này, vì thế bạn bè và thân hữu đều gọi cô là Chanh như một tên gọi thân mật.
Phương Thanh không hề có duyên với các giải thưởng ca nhạc do những nhà chuyên môn làm nhiệm vụ cầm cân nảy mực. Cô đã tham gia rất nhiều cuộc thi âm nhạc như Tiếng hát Truyền hình Thành phố Hồ Chí Minh và những cuộc thi do các trung tâm tổ chức nhưng đều tay trắng ra về. Tính đến thời điểm này, các giải thưởng âm nhạc của Phương Thanh như giải Mai Vàng, giải Làn Sóng Xanh và các giải thưởng của các đơn vị khác tổ chức đều do khán giả bình chọn. Cũng vì lẽ đó Phương Thanh từng tâm sự cô thích trở thành "Ca sĩ của nhân dân". Giải thưởng duy nhất được giới chuyên môn trao cho Phương Thanh lại không phải là giải thưởng về âm nhạc mà chính là giải Cánh diều vàng dành cho vai phụ xuất sắc, vai thầy bói, trong phim Nụ hôn thần chết của đạo diễn Nguyễn Quang Dũng. Như chính cô tâm sự, hiện tại trong bộ sưu tập giải thưởng của mình, Phương Thanh chỉ còn thiếu giải thưởng dành cho bộ môn cải lương mà thôi.
Phương Thanh là người có đời sống tâm linh và tình cảm rất mạnh mẽ. Cô luôn là nơi để những người quen biết có thể tâm sự và chia sẻ những nỗi buồn, những vất vả trong đời sống. Chính cô cũng thừa nhận: "Phương Thanh có thể bị lừa về tiền bạc, nhưng tình cảm thì không".

## Tranh cãi

### Đánh người
Tự nhận bản thân là một người nóng tính, Phương Thanh được cho là đã từng tát Hồ Ngọc Hà và Nini Khanh.
- Trong khoảng năm 2004, Hồ Ngọc Hà được cho là đã có quan hệ tình cảm với Huy MC vì thế Phương Thanh đã tát Hồ Ngọc Hà để ra mặt cho bạn của mình là Thu Phương, vợ cũ của Huy MC. Tuy nhiên một nguồn tin khác lại dẫn lời Phương Thanh rằng cô chỉ hăm dọa đánh Hồ Ngọc Hà thông qua người mẫu Xuân Lan chứ không thật sự ra tay[6]. Hiện nay mối quan hệ giữa cả hai vẫn tốt đẹp khi cùng song ca trong một chương trình truyền hình và dành cho nhau những lời lẽ tốt đẹp.[7]
- Phương Thanh cũng được cho là đã tát Nini Khanh nhiều cái ngay sau sân khấu Nhà hàng Hồng Kông vì không chịu được thái độ xấc xược của cô này. Sau đó, Phương Thanh còn gọi điện thoại báo với nhạc sĩ Nguyễn Nam, thời điểm đó đang đỡ đầu cho Nini Khanh rằng: "Con vừa đánh vợ bố xong đấy"[8]. Sự việc này cũng được cho là dẫn đến chuyện Phương Thanh bị cấm xuất hiện trên Đài truyền hình Thành phố Hồ Chí Minh một thời gian dài sau đó khi nhạc sĩ Nguyễn Nam đang là trưởng ban biên tập văn nghệ của đài.

### Bị khủng bố tin nhắn
Tháng 8 năm 2007, trước thềm thực hiện liveshow "Mưa", Phương Thanh bị một kẻ giấu mặt khủng bố bằng tin nhắn điện thoại với những lời lẽ tục tĩu. Không lâu sau, một người bạn của cô là nhà báo Ngô Thoại Điền bị đánh, phải vào bệnh viện khâu 7 mũi. Vụ này cũng được cho là do nhóm người giấu mặt khủng bố điện thoại gây ra. Sau khi nộp đơn trình báo với cơ quan chức năng, Phương Thanh biết được nhóm người này ở phía Bắc, tuy nhiên cô cũng có những dự đoán riêng của mình về thủ phạm.
Sự kiện này đến nay vẫn chưa chính thức tìm ra thủ phạm.

### Mâu thuẫn với Đàm Vĩnh Hưng
Trước khi xảy ra sự kiện "khủng bố tin nhắn", Đàm Vĩnh Hưng và Phương Thanh có mối quan hệ thân thiết trong đời sống và công việc. Theo đó, sau khi xảy ra sự kiện này, Phương Thanh đã đến gặp Đàm Vĩnh Hưng và nói: "Trong chuyện này, Chanh chỉ nghi ngờ Ngọc và Hưng". Đàm Vĩnh Hưng cũng xác nhận thông tin này tuy nhiên anh cho rằng Phương Thanh đang nói về Hồng Ngọc và Tuấn Hưng. Những cơ sở cho nghi ngờ của Phương Thanh là việc tiết mục của cô bị cắt đột ngột trong đêm thứ ba liveshow "Thương hoài ngàn năm" của Đàm Vĩnh Hưng và được trả cát-sê, điều mà trước giờ chưa từng xảy ra trước đó với mối quan hệ thân thiết giữa hai người. Bên cạnh đó, việc nhóm người giấu mặt khủng bố biết mối quan hệ "mẹ nuôi - con nuôi" giữa Phương Thanh và nhà báo Ngô Thoại Điền cũng là một chi tiết khiến cô nghĩ rằng thủ phạm là người ở cạnh mình.
Năm 2007, khi chuyện xích mích giữa Phương Thanh và nhà báo Hương Trà được đưa ra tòa án, Đàm Vĩnh Hưng cũng được cho là đã đưa luật sư của mình để hỗ trợ Hương Trà trong việc phản biện những cáo buộc của Phương Thanh.
Năm 2008, Phương Thanh và Đàm Vĩnh Hưng đều thừa nhận cả hai đã không nói chuyện với nhau hơn một năm. Thời gian này, Phương Thanh cho rằng đã có một người ở cạnh mình bán thông tin để báo chí viết một bài xuyên tạc đời tư của cô. Bên cạnh đó việc các bài báo của Đàm Vĩnh Hưng trùng hợp với những phát biểu của Phương Thanh khiến mối quan hệ của cả hai thêm căng thẳng.
Trả lời về mối quan hệ này, Đàm Vĩnh Hưng cho rằng những mâu thuẫn đã xảy ra chỉ là hiểu lầm và mong rằng có một ngày mọi chuyện sẽ sáng tỏ. Riêng Phương Thanh khẳng định mối quan hệ này đã "hết thuốc chữa". Ngay trong đêm trao giải Làn sóng xanh vào ngày 20 tháng 12 năm 2012, khán giả khi thấy hai người diễn cùng nhau trên sân khấu thì cho rằng cả hai người đã chính thức làm hòa. Nhưng trong một lần phỏng vấn không lâu sau đó, cô đã tuyên bố không hề có chuyện tha thứ hay làm hòa gì ở đây, đơn giản chỉ vì hai người được xếp hát chung, và hát tốp ca chứ không phải song ca. Cô nói "Gương vỡ không bao giờ lành" và cho rằng nếu cứ đụng vào sẽ có ngày đứt tay.

### Vụ kiện với Hương Trà
Ngày 29 tháng 9 năm 2007, ca sĩ Phương Thanh tổ chức live show "Mưa" tại nhà thi đấu Phan Đình Phùng. Liveshow kết thúc, blogger Cô gái đồ long tức nhà báo Lê Nguyễn Hương Trà đã có entry về show diễn này. Theo đó đây là show "vào cửa tự do", vì quá thiếu khán giả nên Phương Thanh đã mở cửa cho khán giả vào thoải mái. Phương Thanh cho rằng entry ấy viết không đúng sự thực, hạ thấp uy tín cô vì việc mở cửa tự do là không hề có. Ông Tùng, đại diện công ty Yuki, công ty bảo vệ cho liveshow cũng xác nhận việc này.
Ngay khi sự việc còn chưa nổ ra công khai, blog Cô gái đồ long đã cho xóa bài viết về liveshow "Mưa", nhưng sau đó lại có bài khác về "Chuyện của Cờ". Một số ý kiến cho rằng "Cờ" là cách đọc của ký tự C, có thể liên tưởng đến từ "Chanh" vốn là tên thân mật của Phương Thanh. Entry này viết về "cô ca sĩ Cờ" như một ca sĩ "giang hồ", thích gây chiến với báo chí. Để chuẩn bị cho vụ kiện, Hương Trà đã cậy đến sự trợ giúp của diễn viên, luật sư Thiệu Ánh Dương.
Muốn làm rõ sự việc, Phương Thanh đã gọi điện cho Hương Trà nhiều lần để hẹn gặp, nói chuyện. Hương Trà từ chối nhận cuộc gọi. Đến khi Phương Thanh dùng số điện thoại khác để gọi thì Hương Trà bắt máy, đồng ý gặp mặt, nhưng lại không đến. Quá bức xúc, ngày 16 tháng 10 năm 2007, Phương Thanh đã gởi đơn khiếu nại đến các cơ quan truyền thông trong nước và cả cơ quan chức năng.
Kết quả, tòa án đã bác toàn bộ yêu cầu của Phương Thanh về việc yêu cầu nhà báo Hương Trà (chủ nhân của blog Cogaidolong) phải "xin lỗi công khai". Về entry thứ hai "Chuyện của Cờ", tòa cho rằng Phương Thanh cũng không có cơ sở buộc Hương Trà xin lỗi "đã không viết đúng sự thật" vì chính ca sĩ đã thừa nhận bản thân mình có những sự kiện như thế.

### Từ thiện
Ngày 29 tháng 10 năm 2020 Phương Thanh đã đăng lên mạng xã hội về việc đi từ thiện của mình sau khi cơn bão số 9 năm 2020 Molave, gây thiệt hại rất lớn cho các tỉnh miền Trung. Tuy nhiên việc này đã vấp phải sự phản đối mạnh mẽ từ mạng xã hội và dân địa phương.
Cộng đồng mạng và dân địa phương tỉnh miền trung yêu cầu Phương Thanh xin lỗi, đính chính lại thông tin. Tuy nhiên, mục đích Phương Thanh đã đạt được nên việc xin lỗi là không có.

## Danh sách đĩa nhạc

### Album phòng thu
- Một thời đã xa (1999)
- Lang thang - Tình 2000 (1999)
- Tiếng rao (2000)
- Kẻ hát rong (2000)
- Nếu như - Trót yêu (2001)
- Khi giấc mơ về (2002)
- Hãy để em ra đi - Vì em yêu anh (2003)
- Quay về ngày xưa (2004)
- Thương một người (2005)
- Tìm lại lời thề (2006)
- Sang mùa (2007)
- Chanh bolero (2007)
- Nào có ai biết (2010)
- Con ốc bươu (2011)
- Mùa xuân đầu tiên (2015)
- Tâm sự ngày đông (2015)
- Về quê (2016)

### Album tổng hợp
- The best tình 2010 (2010)

### Đĩa đơn / EP
- Giã từ dĩ vãng (1998)
- Quay về đây - Mèo hoang (2011)

### Album thu hình
- Live Show 2002 (2002)
- Chanh's Show (2007)
- Mưa Show (2008)

## Danh sách phim

### Phim điện ảnh
- Trái tim không ngủ yên (1999)
- Tiếng hú nơi hoang dã (1999)
- Khi đàn ông có bầu (2005)
- Đẻ mướn (2005)
- Con gái ông chủ vườn thuốc (2006)
- Hồn Trương Ba, da hàng thịt (2006)
- Võ lâm truyền kỳ (2007)
- Phát tài (2008)
- Nụ hôn thần chết (2008)
- Đẹp từng centimet (2009)
- Giải cứu thần chết (2009)
- Những nụ hôn rực rỡ (2010)
- Hot boy nổi loạn và câu chuyện về thằng Cười, cô gái điếm và con vịt (2011)
- Cát nóng (2012)
- Nhà có 5 nàng tiên (2013)
- Hương ga (2014)
- Siêu nhân X (2015)
- Tiên nữ không kiêng cữ (2015)
- Tái sinh (2015)
- Lô tô (2017)
- Skin (2018)
- Chị trợ lý của anh (2019)

### Phim truyền hình
- Kính thưa osin (2009)
- Thẩm mỹ viện (2010)
- Về quê (2013)
- Bếp hát (nhân viên bồi bàn Thùy Như) (2014)
- Vừa đi vừa khóc (vai Chanh) (2014)
- Ngoại tình với vợ (2015)
- Bồng bềnh trên sông (2016)
- Osin nổi loạn (2017)
- Phim cổ tích Việt Nam: Gái khôn được chồng (2021)
- Thời hoa dại (2022)

### Phim chiếu mạng
- Buôn tay đi (2017)
- Kiều (vai Tú Bà) (2021) - bộ phim ban đầu là phim điện ảnh, sau đó chuyển sang chiếu mạng.

## Gameshow tham gia
- Hội ngộ danh hài (2013)
- Gương mặt thân quen (2013)
- Gương mặt thân quen (2016)
- Bụt ngồi trên nệm (2015)
- Ơn giời cậu đây rồi (2014 – 2015)
- Danh hài đất việt (2016)
- Giọng hát Việt – Cố vấn của đội Noo Phước Thịnh (2017)
- I can do that - Tôi có thể HTV7 (2017)
- Bài hát đầu tiên (2020)
- Lạ lắm à nha (2023)
- Chị đẹp đạp gió rẽ sóng (mùa 2) (2024)

## Làm HLV
- Biệt đội tài năng – HLV (2016)
- Ai sẽ thành sao – HLV (2017)
- Rock Việt - HLV (2022)

## Làm giám khảo
- Ngôi sao Việt (2013, 2014)
- Những bài hát còn xanh (2014)
- Hoa khôi Áo dài Việt Nam (2014)
- Cùng nhau tỏa sáng (2015)
- Học viện ngôi sao (2015)
- Thử thách người nổi tiếng (2015)
- Ngôi sao phương Nam (2015)
- Bạn có thực tài (2015)
- Ca sĩ giấu mặt (2015)
- Hát vui - Vui hát (2016)
- Bước nhảy xì tin (2016)
- Người nghệ sĩ đa tài (2016)
- Cặp đôi vàng (2017)
- Hãy nghe tôi hát (2017)
- Ngôi sao phương nam (2017)
- Tinh hoa hội tụ (2017)
- Trời sinh một cặp (2018)
- Sao nối ngôi (2019)
- Lô tô show - Gánh hát ngàn hoa (2019)
- Hát vui – Vui hát (2019)
- Ca sĩ thần tượng - 2020
- Hát cho ngày mai (2021, 2022)
- Miss Petite Vietnam (2023)
- Và nhiều chương trình khác

## Giải thưởng
| Năm  | Giải Thưởng             | Hạng Mục                                | Tác Phẩm Đề Cử                     | Kết Quả   | Ghi Chú |
| ---- | ----------------------- | --------------------------------------- | ---------------------------------- | --------- | ------- |
| 1997 | Giải Làn Sóng Xanh      | Top 10 ca sĩ được yêu thích             |                                    | Đoạt giải |         |
| 1998 | Giải Mai Vàng           | Nữ ca sĩ được yêu thích nhất            | Giã từ dĩ vãng                     | Đoạt giải | [ 14 ]  |
| 1998 | Giải Làn Sóng Xanh      | Top 10 ca sĩ được yêu thích             |                                    | Đoạt giải |         |
| 1999 | Giải Mai Vàng           | Nữ ca sĩ được yêu thích nhất            | Sợi nhớ, sợi thương Một thời đã xa | Đoạt giải | [ 14 ]  |
| 2000 | Giải Làn Sóng Xanh      | Top 10 ca sĩ được yêu thích             |                                    | Đoạt giải |         |
| 2001 | Giải Làn Sóng Xanh      | Top 10 ca sĩ được yêu thích             |                                    | Đoạt giải |         |
| 2002 | Giải Làn Sóng Xanh      | Top 10 ca sĩ được yêu thích             |                                    | Đoạt giải |         |
| 2003 | Giải Làn Sóng Xanh      | Top 10 ca sĩ được yêu thích             |                                    | Đoạt giải |         |
| 2003 | Ngôi sao Bạch Kim       | Nữ ca sĩ có phong cách ấn tượng         |                                    | Đoạt giải |         |
| 2004 | Giải Làn Sóng Xanh      | Top 10 ca sĩ được yêu thích             |                                    | Đoạt giải |         |
| 2005 | Giải Mai Vàng           | Nữ ca sĩ nhạc nhẹ được yêu thích nhất   | Ca dao mẹ                          | Đoạt giải | [ 14 ]  |
| 2005 | Giải Làn Sóng Xanh      | Top 10 ca sĩ được yêu thích             |                                    | Đoạt giải |         |
| 2006 | Giải Cống Hiến          | Album của năm                           | Thương một người                   | Đề cử     |         |
| 2006 | Giải Làn Sóng Xanh      | Top 10 ca sĩ được yêu thích             |                                    | Đoạt giải |         |
| 2006 | Ngôi sao Bạch Kim       | Nữ ca sĩ nhạc nhẹ được yêu thích nhất   |                                    | Đoạt giải |         |
| 2007 | Giải Cánh Diều          | Nữ diễn viên phụ xuất sắc phim điện ảnh | Nụ hôn thần chết                   | Đoạt giải |         |
| 2007 | Giải Làn Sóng Xanh      | Top 10 ca sĩ được yêu thích             |                                    | Đoạt giải | [ 15 ]  |
| 2007 | Giải Làn Sóng Xanh      | Ca sĩ thành tựu 10 năm                  |                                    | Đoạt giải | [ 16 ]  |
| 2011 | Liên hoan phim Việt Nam | Nữ diễn viên phụ xuất sắc nhất          | Những nụ hôn rực rỡ                | Đoạt giải | [ 17 ]  |
| 2011 | Zing Music Awards       | Top 10 nghệ sĩ của năm                  |                                    | Đoạt giải | [ 18 ]  |

- Và nhiều giải thưởng khác